# Carl Eduard Geppert

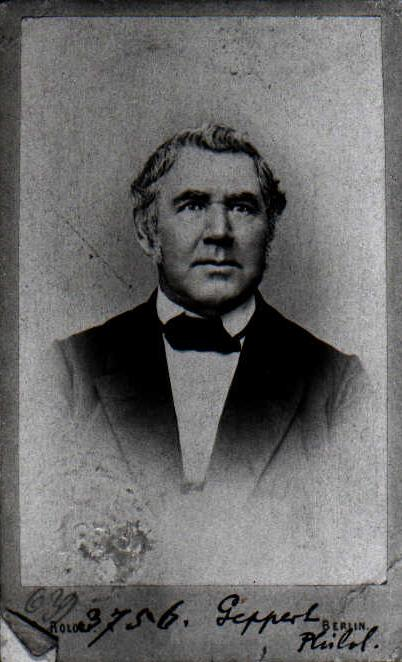
Carl Eduard Geppert.

Carl Eduard Geppert, född 29 maj 1811 i Stettin, död 31 augusti 1881 i Heringsdorf, var en tysk filolog.
Geppert blev 1846 extra ordinarie professor vid Berlins universitet. Han författade åtskilliga arbeten om bland annat den antika metriken, det grekiska dramat och den grekiska teatern samt utgav Plautus och Terentius.